# Zidani Most (gmina Laško)
Zidani Most – wieś w Słowenii, w gminie Laško. W 2018 roku liczyła 225 mieszkańców.
Leży na Posawiu, 26 km na południe od Celje, w wąskiej dolinie rzecznej u ujścia Savinji do Sawy.
Z nazwą miejscowości związany jest kamienny most, który istniał tu pomiędzy XIII a XV wiekiem i został odbudowany w 1826 roku. Znajduje się tu węzeł kolejowy, łączący linie kolejowe z Lublany do Mariboru i Lublany do Zagrzebia.